# Get to You (Rondé)
Get to You is een nummer van de Nederlandse indiepopband Rondé uit 2020.
Zangeres Rikki Borgelt vertelde bij Sander Hoogendoorn op NPO 3FM waar het nummer over gaat: "Wanneer je net met iemand aan het daten bent is het best spannend. Het is met die persoon dan heel leuk en spannend, maar stiekem vind je het ook wel fijn om lekker met jezelf en je eigen vrienden te zijn". Borgelt hoopt echter ook dat de luisteraar een eigen draai aan het nummer kan geven. "Uiteindelijk wil ik dat iemand naar het liedje luistert en voor zichzelf gewoon lekker kan interpreteren. Dat is het mooie aan de muziek", aldus Borgelt. Het nummer heeft een vrolijk geluid, wat volgens Borgelt bedoeld was om vrolijkheid te brengen in de coronapandemie. "We hadden heel veel zin om een positieve track te maken, iets wat gewoon lekker voelt. Er is zoveel heftigheid de laatste tijd, dan is het wel lekker om weer iets positiefs eruit te gooien ofzo. Laten wij dan een vrolijk geluid zijn". "Get to You" werd 3FM Megahit en bereikte de 20e positie in de Mega Top 30 van datzelfde station. Desondanks behaalde de plaat de Nederlandse Top 40 of Tipparade niet.